# Driestrepentiran
De driestrepentiran (Conopias trivirgatus) is een zangvogel uit de familie Tyrannidae (tirannen).

## Verspreiding en leefgebied
Deze soort komt voor in het Amazonebekken en in het zuidoosten van Zuid-Amerika. Er zijn twee ondersoorten:
- C. t. berlepschi: centraal amazonisch Brazilië.
- C. t. trivirgatus: zuidoostelijk Brazilië, oostelijk Paraguay en noordoostelijk Argentinië.